# Michael Sarnoski
Michael Sarnoski est un réalisateur et scénariste américain né à Milwaukee dans le Wisconsin. Il est principalement connu pour les longs métrages Pig et Sans un bruit : Jour 1.

## Biographie

### Jeunesse et études
Michael Sarnoski grandit à Milwaukee dans le Wisconsin où il fréquente l'University School of Milwaukee (en). Après son diplôme en 2006, il intègre l'université de Yale, où il en sort avec un diplôme en art cinéma.

### Carrière
Durant ses études à Yale, il coécrit et réalise un court métrage, intitulé Love for the Dead (2011), racontant une apocalypse zombie. Durant le tournage, il fait la connaissance de Vanessa Block (en). Ils collaboreront ensuite sur le court métrage documentaire The Testimony (2015). Vanessa Block écrit, produit et réalise le film, alors que Michael Sarnoski officie comme monteur et producteur délégué. Avant cela, il réalise des épisodes des séries Fight Night Legacy (2011) et Olympia (2012).
Michael Sarnoski écrit et réalise ensuite son premier long métrage, Pig, inspiré d'une histoire qu'il a imaginée avec Vanessa Block. Il met en scène Nicolas Cage dans le rôle de Rob Feld, un chasseur de truffes dont le cochon truffier a été enlevé. Le film sort durant l'été 2021 dans les salles américaines. Le film reçoit de nombreuses distinctions dont un prix du meilleur jeune réalisateur aux National Board of Review Awards ou encore des nominations au Gotham Independent du meilleur film ou encore au Independent Spirit Award de la personne à regarder.
En avril 2022, New Regency l'engage pour écrire et réaliser une adaptation du roman graphique Sabrina (2018) de Nick Drnaso. Le projet ne se concrétisera pas.
John Krasinski, réalisateur de Sans un bruit (2018) et Sans un bruit 2 (2020), le contacte pour réaliser le spin-off de la franchise du même nom, après le départ de Jeff Nichols pour divergences artistiques. Michael Sarnoski écrit le scénario et réalise le film. Produit par Paramount Pictures, Sans un bruit : Jour 1 (A Quiet Place: Day One en VO) sort à l'été 2024. Le film reçoit des critiques plutôt positives et réalise de bonnes performances au box-office.
En 2024, il commence à développer un nouveau long métrage, The Death of Robin Hood (en), mettant en scène Robin des Bois, ici incarné par Hugh Jackman. Le tournage débute en février 2025.
Il est ensuite annoncé pour développer une adaptation du jeu vidéo Death Stranding

## Filmographie
Sauf indication contraire, les informations mentionnées dans cette section peuvent être confirmées par la base de données cinématographiques IMDb,  présente dans la section « Liens externes ».

### Réalisateur
- 2011 : Love of the Dead (court métrage)
- 2012 : Fight Night Legacy (série TV) - 3 épisodes
- 2012 : That (court métrage)
- 2021 : Pig
- 2024 : Sans un bruit : Jour 1 (A Quiet Place: Day One)
- prochainement : The Death of Robin Hood (en)

### Scénariste
- 2011 : Love of the Dead (court métrage)
- 2021 : Pig
- 2024 : Sans un bruit : Jour 1 (A Quiet Place: Day One)

## Distinctions principales
Sources et distinctions complètes : Internet Movie Database

### Récompenses
- National Board of Review Awards 2021 : meilleure réalisation pour un premier film
- Chicago Film Critics Association Awards 2021 : réalisateur le plus prometteur pour Pig
- Film Independent's Spirit Awards 2022 : meilleur premier scénario pour Pig

### Nominations
- Gotham Independent Film Awards : meilleur film pour Pig
- Directors Guild of America Awards 2022 : meilleure réalisation pour un premier film pour Pig
- Bodil 2023 : meilleur film américain pour Pig